# 1,2,4-ブタントリオール
1,2,4-ブタントリオール（1,2,4-Butanetriol）は、吸湿性、粘性、可燃性、不快臭のあるやや黄色がかった透明の液体の有機化合物である。アルコール性の親水性ヒドロキシル基を3つ持っており、グリセロールとエリトロールに類似している。この物質はキラリティーを持ち、1組のエナンチオマーが存在する。消防法に定める第4類危険物 第3石油類に該当する。

## 用途
1,2,4-ブタントリオールはプロペラントとして重要なBTTNの製造に使われる。また、コレステロール抑制剤の前駆体、ポリエステルモノマー、そして溶媒としても使われる。

## 合成
1,2,4-ブタントリオールは、ヒドロホルミル化したグリシドールの還元、エステル化したリンゴ酸の水素化ホウ素ナトリウムによる還元、もしくはリンゴ酸の触媒による水素化といった方法で合成される。